# Нападающий (хоккей с шайбой)
Нападающими являются три игрока из хоккейной пятёрки, центральный нападающий и двое крайних. Центральный является организатором атак, связывая защитников с крайними нападающими, во время обороны активно помогает своим защитникам. Правый и левый крайние нападающие — специалисты по завершению атак, основные действующие лица при игре в зоне соперника, оборонительными обязанностями почти не наделены.

## Центральный нападающий
Центральный нападающий (англ. centre) — ключевой полевой игрок в хоккее, основное место в центре линии нападения. Когда команда атакует, как правило, выполняет функции разыгрывающего игрока на площадке и поэтому должен обладать способностями организатора, знать особенности игры партнёров. Основная позиция — перед воротами противника, на «пятачке», откуда удобнее всего забивать шайбу. Право занять этот «пятачок» на какое-то мгновение приходится добывать непрерывной борьбой на всем поле. В защите центральный нападающий должен своевременно переключиться на активные оборонительные действия, вступая в борьбу за шайбy, помогая защитникам. Центральный нападающий должен держать самого опасного, центрфорварда противника.
Центрфорвард должен уметь выполнять самые разнообразные передачи, вести силовое единоборство, сильно и точно выполнять завершающие броски, особенно со среднего «пятачка», успешно играть при вбрасывании шайбы, грамотно вести позиционную игру, страховать своих партнёров, опекать соперников на ближнем и среднем «пятачке» у своих ворот; а нередко и принимать шайбы на себя.
Важная функция центрального нападающего — умение выигрывать вбрасывания шайбы. Как правило, именно центрфорвард участвует во вбрасываниях и от степени успешности его действий в этом элементе игры зависит какая из команд завладеет шайбой и сможет распорядиться ей в зависимости от сложившихся по ходу матча задач.
Лучшими представителями данного амплуа в разные годы являлись — Вячеслав Старшинов, Уэйн Гретцки, Стив Айзерман, Сергей Фёдоров, Игорь Ларионов, Марио Лемьё, Марк Мессье, Петер Форсберг, Павел Дацюк. Из ныне действующих хоккеистов можно выделить Сидни Кросби, Евгения Малкина, Стивена Стэмкоса, Анже Копитара, Коннора Макдэвида, Джона Тавареса и многих других.

## Крайний нападающий
Крайний нападающий (англ. winger) — игровое амплуа нападающего в хоккее. Специалист по завершению атак, игрок с отличной техникой. Крайние нападающие делятся на правых и левых, по месту расположению игрока в ходе атаки. Каждого из них обычно отличают «фирменные» обводки, быстрота и манёвренность катания на коньках, умение вести силовую борьбу у борта и в углах площадки в зоне атаки. Крайние нападающие должны стремиться согласованно играть со всеми партнёрами, особенно с центральным нападающим. Постоянно искать свободное место для получения шайбы. Уметь хорошо играть у борта и выходить победителем в единоборствах с соперником. Задача крайних нападающих — забрасывать шайбы.
При обороне крайние нападающие опекают игрока в своей зоне, по всей площадке, смело ложатся под шайбу при бросках защитников соперника в зоне обороны. На роль крайних нападающих отбирают хоккеистов с бойцовским характером, с повышенной агрессивностью.
Лучшими крайними нападающими в истории хоккея являются — Горди Хоу, Анатолий Фирсов, Александр Мальцев, Борис Михайлов, Валерий Харламов, Валерий Каменский, Владимир Крутов, Сергей Макаров, Павел Буре. Из ныне действующих хоккеистов можно выделить Александра Овечкина, Яромира Ягра, Филипа Форсберга, Никиту Кучерова, Патрика Кейна, Александра Радулова и многих других.